# Tortròl
Tortròl (en francès Tourtrol) és un municipi francès situat al departament de l'Arieja i a la regió d'Occitània.